# Jakob Lehnen

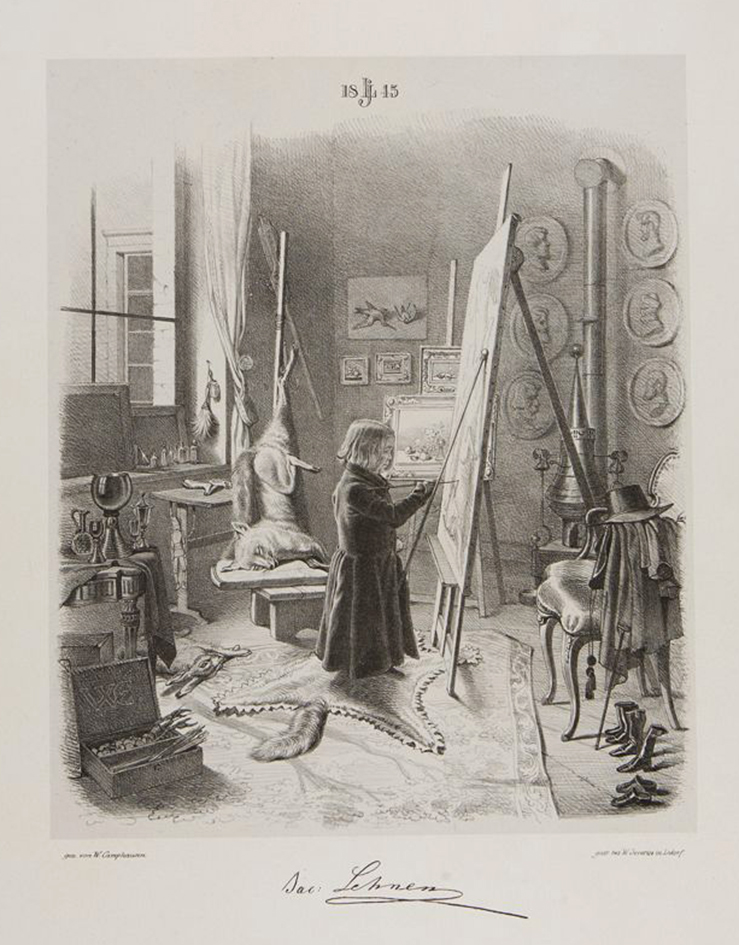
Jacob Lehnen in seinem Atelier, „Stillleben mit totem Fuchs“ malend, Illustration von Wilhelm Camphausen in dem Künstleralbum Schattenseiten der Düsseldorfer Maler, 1845

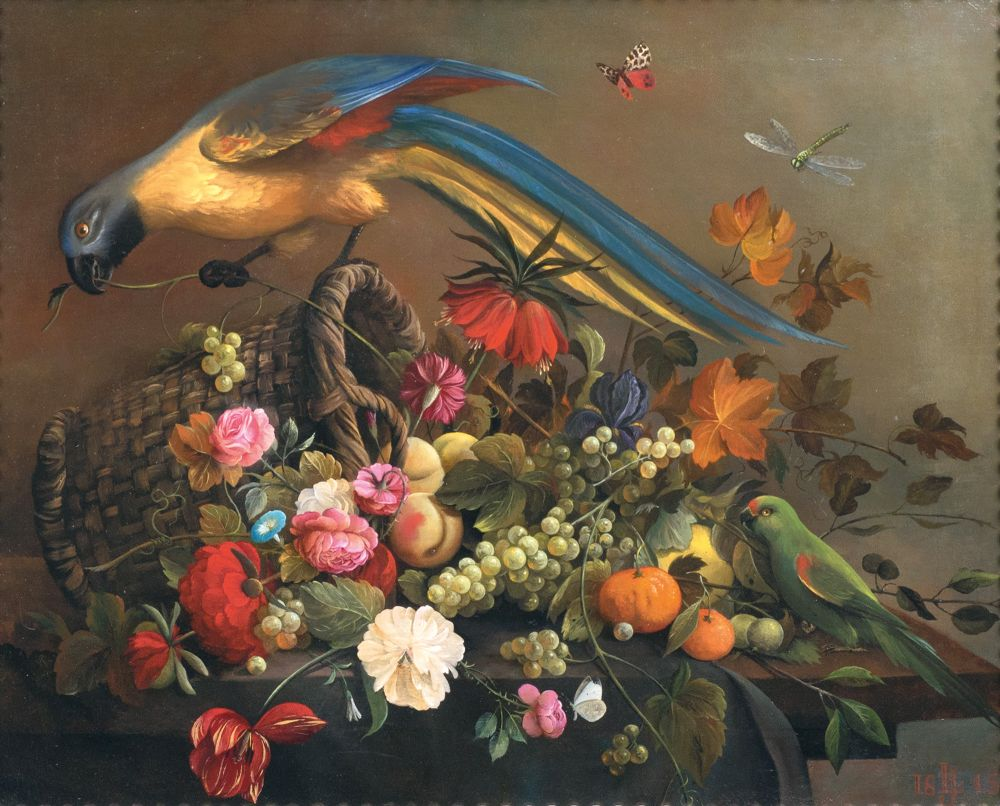
Jakob Lehnen: Früchtekorb mit Blumen und Papageien, 1845

Jakob Lehnen, auch Jacob Lehnen (* 17. Januar 1803 in Hinterweiler in der Eifel; † 25. September 1847 in Koblenz), war ein deutscher Maler der Düsseldorfer Schule, der Stillleben fertigte.

## Leben
Lehnen war eines von zehn Kindern von Johann Lehnen und Anna Margaretha Bäcker (Becker). Seine Eltern waren wohlhabende Ackersleute. Nach dem Besuch des Königlichen Gymnasiums in Koblenz und einer frühen Förderung durch den Maler und Zeichenlehrer Konrad Zick ging er 1823 an die Kunstakademie Düsseldorf, wo er Schüler von Peter Cornelius und Wilhelm Schadow wurde. In Düsseldorf zählte er zum Freundeskreis der Familie von Johann Georg Müller und Wolfgang Müller von Königswinter. 1826 wurde der Maler Wilhelm Kaulbach wegen Handgreiflichkeiten, die er gegen Lehnen verübt hatte, von der Düsseldorfer Akademie entlassen. Im Jahr 1829 debütierte er auf einer Ausstellung in Düsseldorf mit dem Bild Der Heringfresser, einer Kopie nach Eduard Pistorius, später präsentierte er vor allem Stillleben. 1838 zog Lehnen nach Koblenz, wo er im gleichen Jahr Karnevalsprinz war und 1847 an einem Schlaganfall starb. Posthum nahm ihn der 1848 gegründete Künstlerverein Malkasten als Ehrenmitglied auf.
Lehnen war – wie seine Brüder Johann (* 1806) und Johann Nicolas (* 1816) – ein Kleinwüchsiger. Eine 1830 veröffentlichte medizinische Untersuchung konstatierte eine „kümmerliche Ausbildung der Genitalien“ und ein Ausbleiben sexueller Neigungen. Seine Körpergröße von 32 rheinischen Zoll (etwa 85 cm), die sich seit dem vierten Lebensjahr nicht mehr erhöhte, trug ihm den Beinamen „Malerzwerg“ ein. Um 1840 gehörte er zu den bekanntesten rheinischen Stilllebenmalern. Die Maler Adolph Schroedter und Jakob Becker schufen Porträts von Lehnen. Friedrich Boser malte ihn 1842/1844 in dem Gruppenbild Das Vogelschießen der Düsseldorfer Künstler im Grafenberger Wald, Wilhelm Camphausen zeichnete ihn im Atelier an der Staffel. Der Schriftsteller Otto Brües porträtierte Lehnen als „Gift-Zwerg“ in einem seiner Romane.

## Werk
Lehnen zählt zur Düsseldorfer Malerschule, aus der Anton Greven sowie Gustav und Johann Wilhelm Preyer als weitere kleinwüchsige Maler Bekanntheit erlangten. Er spezialisierte sich auf Früchte-, Frühstücks- und Jagdstillleben. In der Düsseldorf Gallery, die die Düsseldorfer Malerschule in der Mitte des 19. Jahrhunderts in New York City präsentierte, war er vertreten. Werke von ihm befinden sich im Kunstmuseum Düsseldorf und im Düsseldorfer Stadtmuseum. Weitere Werke erwarben die Nationalgalerie Berlin, das Stadtmuseum Königsberg und das Museum Lüttich; Das irdische Paradies kam in die Sammlung Volmer des Von der Heydt-Museums in Wuppertal.